# 三遊亭好二郎
三遊亭 好二郎（さんゆうてい こうじろう）は、落語家の名前。
- 先代三遊亭好二郎 - 現∶三遊亭兼好
- 当代三遊亭好二郎 - 本項にて記述。

三遊亭 好二郎（さんゆうてい こうじろう、1990年3月7日 - ）は、円楽一門会、三遊亭兼好一門の落語家。

## 経歴
1990年、大分県玖珠郡九重町出身。大分県立森高等学校を経て、福岡大学法学部卒業。
2016年2月4日、三遊亭兼好に入門。前座名は「じゃんけん」。
2020年2月に二ツ目昇進、「好二郎」に改名。